# Camp de travail pénitentiaire
Pour les articles homonymes, voir ITL.

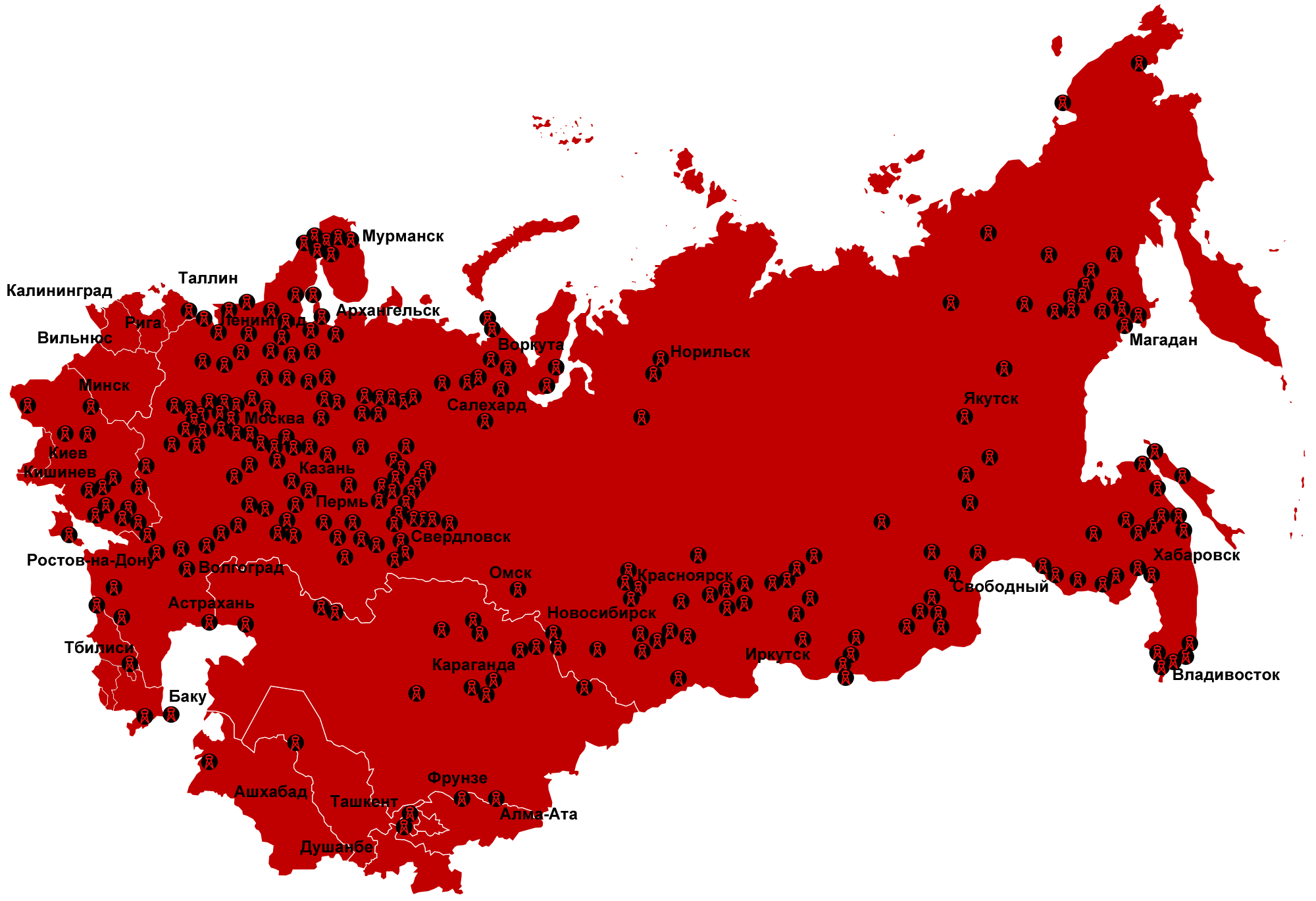
Carte intégrale des camps du système du Goulag, ayant existé entre 1923 et 1967, sur base des données de l'association de défense des droits de l’homme Memorial

Le camp de travail pénitentiaire (en cyrillique acronyme : Исправительно-трудовой лагерь ou ИТЛ ; en caractères latins, Ispravitelna-troudavoï lager ou ITL) est une des catégories de système pénitentiaire et de ses établissements ayant existé en URSS.

## DénominationGoulag
Le terme de Goulag est souvent utilisé en français pour désigner un « camp correctionnel de travail » ou « camp de travail pénitentiaire », (Исправительно-трудовой лагерь). Il s'agit d'un abus de langage, l'appellation d'un tel camp étant éventuellement « camp du Goulag » mais pas Goulag. Le Goulag est un organisme central qui administre et organise. Il comprend plusieurs grandes catégories administratives de lieux de travail forcé : les « camps de travail » et les « colonies de travail » (pour les prisonniers de droit commun), les « Camps spéciaux (URSS) » (en russe : « Особые лагеря ») pour les prisonniers politiques. L'examen des événements intervenus dans un camp de "politiques" lors du soulèvement de Norilsk montre bien l'importance de la distinction entre ces différents camps : les "politiques" étaient traités différemment : régime de peines plus longues, conditions de vie plus sévères.

## Historique
Le 11 juillet 1929, par décision du Conseil des commissaires du peuple (URSS) « Sur l'utilisation du travail des prisonniers criminels de droit commun » furent créées deux structures parallèles des lieux de privation de liberté : l'une sous la direction du Guépéou central d'URSS (en abrégé GPOU et OGPOU pour la direction générale des différents GPOU des différentes républiques )(ОГПУ СССР), et l'autre sous la direction du NKVD [НКВД), la police politique. La base de la première structure se composait de camps de travail correctionnel pour des condamnations et privation de liberté de plus de trois ans, et la seconde incluait les camps avec privation de liberté jusqu'à trois ans maximum. Pour assurer l'entretien de ces camps furent organisées des colonies agricoles et industrielles appelées colonies pénitentiaires (Ispravitelna-troudovaïa kolonia ; acronyme : ITK ; en russe : ИТК).
Suivant la décision du Comité central du Parti communiste de l'Union soviétique (ЦК КПСС) et du Conseil des ministres de l'URSS n° 1443—719с du 25 octobre 1956, tous les camps de travail pénitentiaires du Ministère des affaires intérieures de l'URSS devaient dépendre des ministères des affaires intérieures des différentes républiques fédérales et par conséquent être réorganisés en colonies pénitentiaires dans l'ITK-ИТК c'est-à-dire les «Colonies de travail pénitentiaires».
Les prisonniers des camps de travail pénitentiaires (ITL) prirent part dans une proportion importante à la construction de canaux, de routes et d'autres réalisations dans la Région du Nord, l'Extrême-Orient et dans d'autres régions.
L'organisme central qui gérait ces camps de travail était le Goulag.